# The Devil’s Triangle – Das Geheimnis von Atlantis
The Devil’s Triangle – Das Geheimnis von Atlantis (Originaltitel Devil’s Triangle) ist ein US-amerikanischer Abenteuerfilm aus dem Jahr 2021 von Brendan Petrizzo. Produziert wurde der Film von The Asylum.

## Handlung
Ein Flugzeug befindet sich im berüchtigten Bermudadreieck zwischen den Bermudas und Puerto Rico und gerät aufgrund eines Unwetters in schwere Turbulenzen. Nach und nach fallen alle Systeme aus und die Crew verliert die Kontrolle über das Flugzeug. Wenig später wird das Flugzeug von mehreren Raketen getroffen, so dass es abstürzt. Die wenigen Überlebenden, darunter das Meeresbiologen-Ehepaar Vera und Del Collins, versuchen sich auf eine naheliegende Insel zu retten. Einige von ihnen werden Opfer von Haien. Plötzlich schießt ein dreiköpfiges Meeresungeheuer aus dem Wasser und verschlingt einen Hai. Auf der Insel treffen sie auf Einheimische, bei denen es sich um Angehörige des Volkes des sagenumwobenen Atlantis handelt und die sich selbst als Atlanter bezeichnen. Diese nehmen sie gefangen.
Atlantis befindet sich in einer großen Kuppel, gefüllt mit Sauerstoff, in einem Unterwasserkönigreich innerhalb des Teufelsdreiecks. Die Atlanter bringen sie in einem U-Boot in die legendäre Stadt, die von der Hydra, dem dreiköpfigen Meeresungeheuer, bewacht wird. Die Gruppe ist begeistert von der technischen Raffinesse des Volkes. Das Volk von Atlantis ist ihnen gegenüber allerdings alles andere als freundlich gesinnt. König Nereus täuscht sie mit seiner Gastfreundschaft und teilt der ehemaligen Kampfpilotin Sam Taylor mit, dass er ihre Hilfe benötigt, um durch gezielte Angriffe mit hochentwickelten Waffen den Klimawandel zu verhindern. Tatsächlich hat er vor, die Menschheit mit Atomwaffen anzugreifen, und nutzt Sam als Pilotin aus.
Doch Sams Mitstreiter finden das wahre Vorhaben heraus. Nun offenbart der König ihnen, dass die Atlanter das versteckte Leben satthaben und sie daher einen Angriff auf die Menschheit planen. Zu diesem Zwecke wurden über die Jahrzehnte eine Reihe von Atom-U-Booten gekapert, die nun gegen die Menschheit gewendet werden. Außerdem befinden sich in ihren Reihen mehrere mächtige Meeresungeheuer. Vera und Del Collins treffen auf Pluto, einen Ex-Soldaten, der ebenfalls einst auf dieser Insel strandete, mit dessen Hilfe sie den Angriff von Atlantis abwehren wollen. Nun werden die Überlebenden als Druckmittel benutzt, um Sam dazu zu zwingen, den Atlantern zu helfen.
In einem Handgemenge können sie der Gefangenschaft entfliehen. Pluto schafft es, mit einem Flammenwerfer den Atlantern hohe Verluste beizubringen und außerdem die Hydra in Rage zu versetzen. Diese, nicht mehr in der Lage Freund von Feind zu unterscheiden, frisst in ihrer Wut König Nereus. Diesen Moment nutzen Pluto, Sam, Vera, Del und die anderen, um in ein U-Boot zu gelangen und Atlantis sicher zu verlassen.

## Hintergrund
Gedreht wurde der Film bei San Diego. Seine Premiere in den USA feierte er am 26. November 2021. In Deutschland erschien der Film am 25. Februar 2022 im Videoverleih. Seine Free-TV-Premiere in Deutschland erfolgte am 31. Mai 2022 auf Tele 5.
In dem Film wurden einige Aufnahmen aus vorherigen The-Asylum-Produktionen verwendet. So sieht man zum Beispiel die Szene des Megalodon aus Megalodon – Die Bestie aus der Tiefe wie er ein U-Boot verschlingt.

## Rezeption
„Krude Mischung aus Fantasy- und Horrorelementen, mit dem das Trash-Studio The Asylum zur Abwechslung nicht eine besser budgetierte Hollywood-Vorlage nachahmt.“

„Hier springt der Unfug im Dreieck hin und her.“

In der Internet Movie Database hat der Film bei über 430 Stimmenabgaben eine Wertung von 2,3 von 10,0 möglichen Sternen (Stand: 16. November 2023).